# Kartike Deurali
Kartike Deurali (nep. कार्तिके देउराली) – gaun wikas samiti w środkowej części Nepalu w strefie Bagmati w dystrykcie Kavrepalanchok. Według nepalskiego spisu powszechnego z 2001 roku liczył on 665 gospodarstw domowych i 3940 mieszkańców (1934 kobiet i 2006 mężczyzn).